# Donald Payne junior

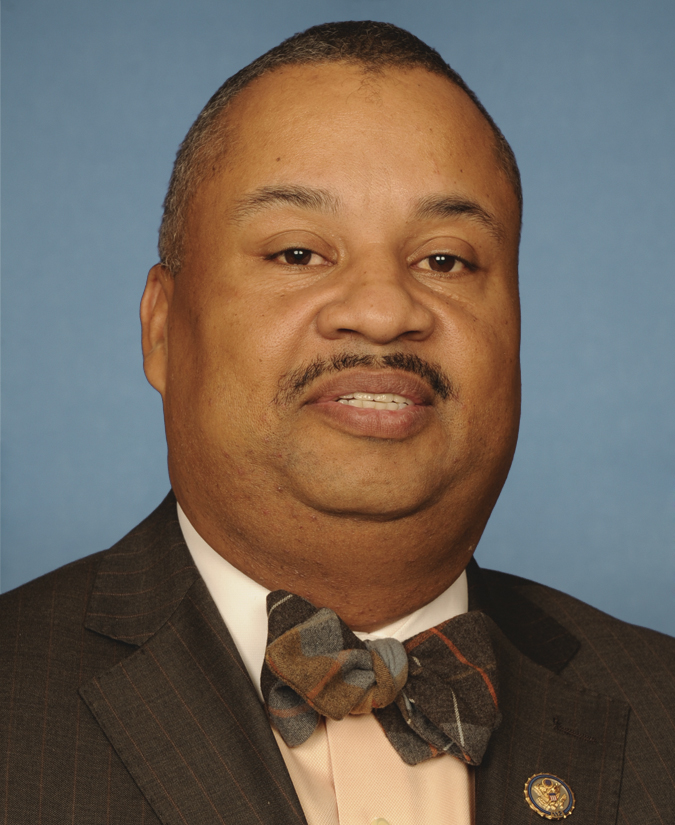
Donald Payne (2012)

Donald Milford Payne Jr. (* 17. Dezember 1958 in Newark, New Jersey; † 24. April 2024 ebenda) war ein US-amerikanischer Politiker der Demokratischen Partei. Von November 2012 bis zu seinem Tod vertrat er den zehnten Distrikt des Bundesstaats New Jersey im US-Repräsentantenhaus.

## Werdegang
Donald Payne war der Sohn des gleichnamigen Kongressabgeordneten Donald M. Payne (1934–2012). Er besuchte die Hillside High School in Hillside (New Jersey). Danach studierte er an der Kean University graphische Kunst. Danach war er Berater des Youth in Government Program der YMCA. Von 1990 bis 1996 arbeitete er für die Autobahnverwaltung des Staates New Jersey.
Donald Payne war verheiratet und Vater von Drillingen. Mit seiner Frau Beatrice und den Kindern lebte er zuletzt in Newark. Am 6. April 2024 erlitt Payne einen Herzinfarkt, an dessen Folgen er am 24. April 2024 im Alter von 65 Jahren starb.

## Politik
Politisch war er Mitglied der Demokratischen Partei. Payne wirkte in der Bildungskommission (Educational Services Commission) im Essex County mit. Er gehörte auch dem dortigen Bezirksrat an und saß zwischen 2006 und 2012 im Stadtrat von Newark, als dessen Präsident er ab 2010 fungierte.
Paynes Vater starb am 6. März 2012 an den Folgen von Darmkrebs. Er hatte den zehnten Kongresswahlbezirk des Staates New Jersey seit 1989 repräsentiert. Payne junior trat bei der Nachwahl und bei der gleichzeitig abgehaltenen regulären Wahl zum Repräsentantenhaus der Vereinigten Staaten 2012 für diesen Kongresswahlbezirk an, wo er am 6. November 2012 sein neues Mandat antrat.
Während er bei der Nachwahl ohne Gegenkandidat blieb, setzte er sich bei der regulären Wahl mit 87 zu 11 Prozent der Stimmen gegen den Republikaner Brian Kelemen durch. Aufgrund der Stärke der Demokraten in dem Bezirk nahm die innerparteiliche Primary (Vorwahl) dort in der Regel das eigentliche Wahlergebnis vorweg. Bei der Wahl 2014 besiegte er Yolanda Dentley von der Republikanischen Partei sowie zwei weitere Mitbewerber mit 85,4 %. Im Jahr 2016 besiegte er den Republikaner David H. Pinckney erneut deutlich mit 85,7 %. Bei der Wahl 2018 bewarb er sich erneut für das Repräsentantenhaus und konnte sich mit 87,6 % durchsetzen, dieses Mal gegen Agha Khan von der Republikanischen Partei und drei weitere Kandidaten. Die Wahl zum Repräsentantenhaus der Vereinigten Staaten 2020 gewann er mit 83,3 % gegen Jennifer Zinone von den Republikanern sowie drei weitere Bewerber.
Die Primary seiner Partei für die Wahlen 2022 am 7. Juni gewann er mit 83,6 % klar. Er trat dadurch am 8. November 2022 gegen David H. Pinckney von der Republikanischen Partei sowie drei weitere Kandidaten an. Er entschied diese Wahl mit 76,8 % der Stimmen klar, aber weniger deutlich als zuvor, für sich. Dadurch war er bis zu seinem Tod im Repräsentantenhaus des 118. Kongresses vertreten.

### Ausschüsse
Payne war zuletzt Mitglied in folgenden Ausschüssen des Repräsentantenhauses:
- Committee on Homeland Security
  - Emergency Management and Technology
  - Transportation and Maritime Security
- Committee on Transportation and Infrastructure
  - Aviation
  - Railroads, Pipelines, and Hazardous Materials

Zuvor war auch Mitglied im Committee on Ethics und dem Committee on Small Business. Außerdem war er Mitglied im Congressional Black Caucus sowie weiteren drei Caucuses.